# Lake Arrowhead (California)
Lake Arrowhead es un lugar designado por el censo ubicado en el condado de San Bernardino en el estado estadounidense de California. En el año 2000 tenía una población de 8,934 habitantes y una densidad poblacional de 266.3 personas por km². 

## Geografía
Lake Arrowhead se encuentra ubicado en las coordenadas 34°14′54″N 117°11′21″O / 34.24833, -117.18917. Según la Oficina del Censo, la ciudad tiene un área total de 32,8 km² (12,7 mi²), de la cual 29,6 km² (11,4 mi²) es tierra y 1,3 km² (0,5 mi²) 1.27% es agua.

### Localidades adyacentes
El siguiente diagrama muestra a las localidades en un radio de 24 kilómetros (14,9 mi) de Lake Arrowhead.

## Demografía
Según datos de la Oficina del Censo en 2000 los ingresos medios por hogar en la localidad eran de $$60,826, y los ingresos medios por familia eran $65,183. Los hombres tenían unos ingresos medios de $$50,016 frente a los $35,526 para las mujeres. La renta per cápita para la localidad era de $28,176. Alrededor del 9.1% de la población estaban por debajo del umbral de pobreza.